# Остання молитва Назаре
«Остання молитва Назаре» — радянський художній фільм 1988 року, знятий режисером Леваном Тутберідзе на кіностудії «Грузія-фільм».

## Сюжет
За мотивами однойменного оповідання Акакій Гацерилія. Зіткнулися два погляди життя, на сенс людського існування. Митрополит Назаре проповідує ідею смирення та всепрощення. «Релігія» його опонента — червоного комісара — у тому, що людина — нікчема та її життя не варте ламаного гроша.

## У ролях
- Гурам Пірцхалава — Іраклій
- Рамаз Чхіквадзе — Католікос
- Гурам Петріашвілі — Петре
- Георгій Мікеладзе — роль другого плану
- Гія Роїнішвілі — роль другого плану
- Гіві Джаджанідзе — роль другого плану
- Бадрі Цанава — роль другого плану
- Малхаз Кухіанідзе — роль другого плану
- Андро Чіаурелі — роль другого плану
- Зураб Бегалішвілі — роль другого плану
- Темур Джанікашвілі — роль другого плану
- Леван Лордкіпанідзе — роль другого плану
- Заза Магалашвілі — роль другого плану
- Васо Рцхіладзе — роль другого плану
- Діто Сабанадзе — роль другого плану
- Резо Шарікадзе — роль другого плану

## Знімальна група
- Режисер — Леван Тутберідзе
- Сценаристи — Леван Тутберідзе, Аміран Чічінадзе
- Оператор — Давід Шушанія
- Художник — Бадрі Самсонадзе